# Pragsoconulus
Pragsoconulus es un género de foraminífero bentónico de la subfamilia Aulotortinae, de la familia Involutinidae, del suborden Involutinina y del orden Involutinida. Su especie tipo es Pragsoconulus robustus. Su rango cronoestratigráfico abarca desde el Ladiniense (Triásico medio) hasta el Carniense (Triásico superior).

## Clasificación
Miliospirella incluye a las siguientes especies:
- Pragsoconulus robustus